# さいたま柔整専門学校
さいたま柔整専門学校（さいたまじゅうせいせんもんがっこう）は、埼玉県さいたま市浦和区にある私立専修学校。通称（略称）さいたま柔整。柔道整復師の単科の専門学校であり、昼間部、夜間部の2部制となっている。学校法人近藤学園によって2003年（平成15年）4月に創立された。前身は1961年（昭和36年）4月に創立された浦和簿記学校（後に浦和簿記専門学校）。

## 沿革
- 1950年（昭和25年）2月 - 経理研究所創立。
- 1961年（昭和36年）4月 - 浦和簿記学校認可。
- 1976年（昭和51年）3月 - 浦和簿記専門学校に昇格。
- 1984年（昭和59年）7月 - 文部省が学校法人近藤学園として認可。
- 1986年（昭和61年）3月 - 情報処理科新設。
- 1995年（平成7年）3月 - 公務員科新設。
- 2003年（平成15年）3月 - さいたま柔整専門学校創立。

## 取得可能資格
- 柔道整復師
- スポーツトレーナー
- さいたま市消防局普通救命修了証

## アクセス
- JR京浜東北線「与野駅」東口より徒歩5分[1]。
- 埼玉県道164号鴻巣桶川さいたま線（旧中山道）沿い、大原陸橋（東）交差点（タツミ通り交点）付近（南側）。